# Passiflora insignis
Passiflora insignis là một loài thực vật có hoa trong họ Lạc tiên. Loài này được (Mast.) Hook.f. mô tả khoa học đầu tiên năm 1873.